# Fundação CK-12
A Fundação CK-12 (em inglês: CK-12 Foundation) é uma organização sem fins lucrativos com sede na Califórnia que visa aumentar o acesso à educação básica de baixo custo nos Estados Unidos e no exterior. O CK-12 oferece recursos educacionais abertos gratuitos e personalizáveis ao ensino fundamental e médio, alinhados aos padrões curriculares estaduais. Em 2014, as ferramentas da fundação eram usadas por 38.000 escolas nos Estados Unidos e outras no exterior.
O CK-12 foi criado para oferecer suporte à educação K-12 em Ciência, Tecnologia, Engenharia e Matemática (STEM). Responsável pela produção de conteúdo pela primeira vez por meio de uma plataforma baseada na web chamada FlexBook.

## História
A fundação foi estabelecida em 2007 por Neeru Khosla e Murugan Pal como uma organização educacional sem fins lucrativos. O conteúdo gerado pelo professor foi disponibilizado sob licenças Creative Commons (CC) para tornar o acesso aos recursos educacionais mais simples, fácil e acessível às crianças.
Originalmente, o "C" em CK-12 significava "conectar", indicando que o material era a conexão que faltava na educação K-12. Posteriormente, assumiu um significado mais aberto, significando "conteúdo, sala de aula, personalizável, conexões, colaboração" (em inglês: content, classroom, customizable, connections, collaboration).
Em 2010, a NASA se uniu ao CK-12 para produzir recursos relacionados à física.
Em março de 2013, a Microsoft anunciou uma parceria com o CK-12 para fornecer conteúdo aos clientes do Windows 8 da Microsoft.

## SistemaFlexBook
O site FlexBook da Fundação permite a montagem e criação de recursos educacionais para download que podem ser personalizados para atender às necessidades da sala de aula. Alguns Flexbooks estão até disponíveis em espanhol e hindi. O conteúdo é oferecido sob uma licença Creative Commons, removendo assim muitas das restrições que limitam a distribuição de livros tradicionais e estão disponíveis em vários formatos.

## Aproximação
A abordagem da Fundação CK-12 para apoiar a educação nas escolas é fornecendo pequenos elementos individuais, ao invés de grandes livros didáticos. Em 2012, cerca de 5.000 elementos individuais estavam disponíveis em vários formatos, como descrições textuais, aulas em vídeo, simulações multimídia, galerias de fotos, experimentos práticos ou cartões de memória flash.